# Centralia (Washington)
Centralia (kiejtése: sɛnˈtreɪliə) az Amerikai Egyesült Államok északnyugati részén, Washington állam Lewis megyéjében elhelyezkedő város. A 2010. évi népszámlálási adatok alapján 16 336 lakosa van.
A Centralia elnevezést az Illinois állambeli Centraliából származó telepes javasolta. A helység 1886. február 3-án kapott városi rangot.

## Éghajlat
A város éghajlata mediterrán (a Köppen-skála szerint Csb).
| Hónap                                   | Jan.  | Feb.  | Már.  | Ápr. | Máj. | Jún. | Júl. | Aug. | Szep. | Okt. | Nov.  | Dec.  | Év    |
| --------------------------------------- | ----- | ----- | ----- | ---- | ---- | ---- | ---- | ---- | ----- | ---- | ----- | ----- | ----- |
| Rekord max. hőmérséklet (°C)            | 20,0  | 24,0  | 29,0  | 34,0 | 37,0 | 39,0 | 42,0 | 39,0 | 38,0  | 33,0 | 24,0  | 23,0  | 42,0  |
| Átlagos max. hőmérséklet (°C)           | 7,6   | 10,1  | 12,8  | 16,4 | 19,9 | 22,7 | 25,9 | 25,8 | 22,7  | 16,8 | 11,1  | 8,0   | 16,7  |
| Átlagos min. hőmérséklet (°C)           | 0,8   | 1,4   | 2,4   | 3,9  | 6,5  | 9,1  | 10,8 | 10,7 | 8,8   | 6,1  | 3,4   | 1,6   | 5,5   |
| Rekord min. hőmérséklet (°C)            | −20,0 | −18,0 | −10,0 | −7,0 | −3,0 | −1,0 | 1,0  | 2,0  | −4,0  | −7,0 | −15,0 | −18,0 | −20,0 |
| Átl. csapadékmennyiség (mm)             | 169   | 128   | 121   | 78   | 58   | 47   | 18   | 28   | 51    | 103  | 179   | 186   | 1166  |
| Forrás: Western Regional Climate Center |       |       |       |      |      |      |      |      |       |      |       |       |       |

## Népesség
A 2010-es népszámláláskor a városnak 16336 lakója, 6640 háztartása és 3867 családja volt. A népsűrűség 827,6 fő/km2. A lakóegységek száma 7265, sűrűségük 368 db/km2. A lakosok 85,1%-a fehér, 0,6%-a afroamerikai, 1,4%-a indián, 1%-a ázsiai, 0,3%-a a Csendes-óceáni szigetekről származik, 7,4%-a egyéb, 4,1%-a pedig kettő vagy több etnikumú. A spanyol vagy latino származásúak aránya 16,1% (   )
A háztartások 31,6%-ában élt 18 évnél fiatalabb. 37,7% házas, 14,4% egyedülálló nő, 6,1% egyedülálló férfi, 41,8% pedig nem család. 33,8% egyedül élt; 15,8%-uk 65 éves vagy idősebb. Egy háztartásban átlagosan 2,41 személy élt; a családok átlagmérete 3,06 fő.
A medián életkor 34,8 év volt. A város lakóinak 24,7%-a 18 évesnél fiatalabb, 10,7% 18 és 24 év közötti, 25,7%-uk 25 és 44 év közötti, 22,3%-uk 45 és 64 év közötti, 16,6%-uk pedig 65 éves vagy idősebb. A lakosok 48,3%-a férfi, 51,7%-a pedig nő.

## Oktatás
A Centraliai Főiskolát 1925. szeptember 14-én alapították. Az intézmény 1925-től az 1940-es évekig adományokból működött; a támogatások fennmaradásában jelentős szerepet töltött be Margaret Corbet titkárnő, a campus egyik épületének névadója.
A város Carnegie könyvtára (ma Centralia Timberland Library) 1913-ban nyílt meg; az épületet 1977–1978-ban kibővítették.

## Közlekedés
A település vasútállomása 1912-ben nyílt meg, ahol az Amtrak vonataira (Amtrak Cascades és Coast Starlight) lehet felszállni. Távolsági buszjáratokat a Greyhound Lines,, helyi járatokat pedig a Twin Transit közlekedtet.

## Média
A The Chronicle című újság hetente három alkalommal jelenik meg.
| Középhullám      | Középhullám |
| Hívójel          | Frekvencia  |
| ---------------- | ----------- |
| KITI             | 1420 kHz    |
| KELA             | 1470 kHz    |
| Ultrarövidhullám |             |
| Hívójel          | Frekvencia  |
| KCED             | 91,3 MHz    |
| KITI             | 100,5 MHz   |
| KLWO             | 101,7 MHz   |
| KZTM             | 102,9 MHz   |
| KLSY             | 106,3 MHz   |
| KTYG             | 106,7 MHz   |

## Nevezetes személyek
- Angela Meade, operaénekes[20]
- Ann Boleyn, énekes[21]
- Bob Coluccio, baseballozó[22]
- Calvin Armstrong, amerikaifutball-játékos[23]
- Charlie Albright, zongorista[24]
- Craig McCaw, vállalkozó[25]
- Detlef Schrempf, kosárlabdázó[26]
- James Kelsey, szobrász[27]
- Jimmy Ritchey, dalszövegíró és producer[28]
- Lyle Overbay, baseballozó[29]
- Merce Cunningham, táncos és koreográfus[30]
- Noah Gundersen, énekes[31]
- Patricia Anne Morton, diplomáciai ügynök[32]
- Soren Johnson, videójáték-tervező[33]
- Tavita Pritchard, amerikaifutball-edző[34]

## Fordítás
- Ez a szócikk részben vagy egészben  a   Centralia, Washington című angol Wikipédia-szócikk ezen változatának fordításán alapul.  Az eredeti cikk szerkesztőit annak laptörténete sorolja fel. Ez a jelzés csupán a megfogalmazás eredetét és a szerzői jogokat jelzi, nem szolgál a cikkben szereplő információk forrásmegjelöléseként.